# Івано-Франківський обласний комітет Комуністичної партії України
Івано-Франківський (Станіславський) обласний комітет Комуністичної партії України — орган управління Івано-Франківською обласною партійною організацією КП України (1939–1991 роки). Станіславська область утворена 27 листопада 1939 року. 9 листопада 1962 року перейменована в Івано-Франківську область.

## Перші секретарі обласного комітету (обкому)
- 27 листопада 1939 — липень 1941 — Груленко Михайло Васильович
- квітень 1944 — січень 1949 — Слонь Михайло Варнайович
- січень 1949 — 12 січня 1950 — Щербак Пилип Кузьмич
- 12 січня 1950 — 18 вересня 1951 — Слонь Михайло Варнайович
- 18 вересня 1951 — 4 червня 1959 — Щербак Пилип Кузьмич
- 4 червня 1959 — 17 липня 1963 — Лисенко Яків Іванович
- 3 серпня 1963 — 25 січня 1966 — Кащеєв Іван Андрійович
- 25 січня 1966 — 6 березня 1969 — Погребняк Яків Петрович
- 6 березня 1969 — 29 листопада 1973 — Добрик Віктор Федорович
- 29 листопада 1973 — 4 жовтня 1978 — Безрук Павло Федорович
- 4 жовтня 1978 — 22 грудня 1983 — Скиба Іван Іванович
- 22 грудня 1983 — грудень 1985 — Ляхов Іван Андрійович
- грудень 1985 — 9 лютого 1990 — Посторонко Іван Григорович
- 9 лютого 1990 — серпень 1991 — Куравський Зіновій Васильович

## Другі секретарі обласного комітету (обкому)
- 27 листопада 1939 — 26 серпня 1940 — Грушецький Іван Самійлович
- 26 серпня 1940 — липень 1941 — Ємець Іван Іларіонович
- травень 1944 — листопад 1946 — Петрик Микита Олексійович
- листопад 1946 — вересень 1949 — Лазуренко Михайло Костянтинович
- вересень 1949 — вересень 1952 — Петрик Микита Олексійович
- вересень 1952 — червень 1959 — Лисенко Яків Іванович
- червень 1959 — 3 серпня 1963 — Кащеєв Іван Андрійович
- 3 серпня 1963 — 29 листопада 1973 — Безрук Павло Федорович
- 29 листопада 1973 — 8 червня 1983 — Барчук Павло Тимофійович
- 8 червня 1983 — 22 грудня 1983 — Ляхов Іван Андрійович
- 22 грудня 1983 — 3 листопада 1990 — Новицький Євген Антонович
- 3 листопада 1990 — серпень 1991 — Полонін Валерій Михайлович

## Секретарі обласного комітету (обкому)
- 27 листопада 1939 — 26 серпня 1940 — Ємець Іван Іларіонович (3-й секретар)
- 27 листопада 1939 — 20 квітня 1941 — Костюк Василь Антонович (по пропаганді)
- 27 листопада 1939 — липень 1941 — Міщенко Володимир Семенович (по кадрах)
- 26 серпня 1940 — липень 1941 — Ольховський Федір Михайлович (3-й секретар)
- 20 квітня 1941 — липень 1941 — Костюк Василь Антонович (по промисловості)
- 20 квітня 1941 — липень 1941 — Демчук Д.М. (по лісній промисловості)
- 20 квітня 1941 — липень 1941 — Анісімов А.В. (по нафтовій промисловості)
- 31 травня 1941 — липень 1941 — Базилевич Гаврило Дмитрович (в.о., по пропаганді)
- 31 травня 1941 — червень 1941 — Перервін Іван Олександрович (в.о., по транспорту)
- травень 1944 — 1947 — Базилевич Гаврило Дмитрович (по пропаганді)
- червень 1944 — жовтень 1947 — Ілляшенко Григорій Антонович (по кадрах)
- липень 1944 — липень 1947 — Любарцев Георгій Васильович (3-й секретар)
- затв. липень 1947 — листопад 1951 — Біда Андрій Якович (3-й секретар)
- затв. жовтень 1947 — лютий 1950 — Єремягін Сергій Григорович (по кадрах)
- затв. січень 1948 — 18 вересня 1951 — Клязника Володимир Єгорович (по пропаганді)
- лютий 1950 — вересень 1952 — Майборода Омелян Кирилович
- 18 вересня 1951 — листопад 1957 — Йова Павло Васильович (по ідеології)
- затв. грудень 1951 — вересень 1952 — Князєв Георгій Михайлович
- червень 1954 — листопад 1963 — Біда Андрій Якович (по сільському господарству; в 1963 році — парт-держ. контроль)
- затв. вересень 1954 — 1956 — Князєв Георгій Михайлович (по промисловості)
- 1957 (затв. січень 1958) — 27 грудня 1975 — Чернов Олександр Олімпійович (по ідеології)
- 23 листопада 1963 — лютий 1966 — Пройдак Михайло Семенович (парт-держ. контроль)
- 14 травня 1965 — 1968 — Митюра Іван Петрович
- 1968 — 29 листопада 1973 — Барчук Павло Тимофійович
- 6 лютого 1971 — 10 грудня 1988 — Артеменко Ростислав Юхимович
- 29 листопада 1973 — 29 липня 1981 — Лукащук Михайло Васильович
- 27 грудня 1975 — 1984 — Сардачук Петро Данилович
- 29 липня 1981 — 8 червня 1983 — Ляхов Іван Андрійович
- 8 червня 1983 — грудень 1985 — Посторонко Іван Григорович
- 1984 — 3 листопада 1990 — Зазульчак Анастасія Дмитрівна
- грудень 1985 — 3 листопада 1990 — Панченко Анатолій Григорович
- 10 грудня 1988 — 1991 — Дембіцький Петро Франкович
- 3 листопада 1990 — серпень 1991 — Шлемко Дмитро Васильович (по ідеології)

## Заступники секретарів обласного комітету (обкому)
- серпень 1944 — /1945/ — Водяний О.С. (заст. секретаря обкому по промисловості)
- серпень 1944 — /1945/ — Сліпченко В.Г. (заст. секретаря обкому по лісовій промисловості)
- затверджений квітень 1945 — /1946/ — Голоцуков Гарольд Іванович (заст. секретаря обкому по транспорту)
- затверджений квітень 1945 — листопад 1948 — Князєв Георгій Михайлович (заст. секретаря обкому по нафтовій промисловості)
- затверджений квітень 1946 — листопад 1948 — Амоль Д.Г. (заст. секретаря обкому по будівництву і будівельних матеріалах)
- затверджений вересень 1946 — листопад 1948 — Кирюшкін Георгій Іванович (заст. секретаря обкому по лісовій промисловості)
- затверджений листопад 1946 — листопад 1948 — Майборода Омелян Кирилович (заст. секретаря обкому по торгівлі і громадському харчуванню)
- /1947/ — листопад 1948 — Воронков Семен Прокопович (заст. секретаря обкому по промисловості)
- /1947/ — листопад 1948 — Пастушенко Михайло Леонтійович (заст. секретаря обкому)